# Liste der Biografien/Dev
Liste der Biografien |
Portal Biografien |
Personensuche
# |
A |
B |
C |
D |
E |
F |
G |
H |
I |
J |
K |
L |
M |
N |
O |
P |
Q |
R |
S |
T |
U |
V |
W |
X |
Y |
Z |
?
 
Da |
Db |
Dc |
Dd |
De |
Dg |
Dh |
Di |
Dj |
Dk |
Dl |
Dm |
Dn |
Do |
Dq |
Dr |
Ds |
Du |
Dv |
Dw |
Dy |
Dz
 
De A |
De B |
De C |
De D |
De E |
De F |
De G |
De H |
De J |
De K |
De L |
De M |
De N |
De P |
De Q |
De R |
De S |
De T |
De V |
De W |
De Y |
De Z 

Dea |
Deb |
Dec |
Ded |
Dee |
Def |
Deg |
Deh |
Dei |
Dej |
Dek |
Del |
Dem |
Den |
Deo |
Dep |
Deq |
Der |
Des |
Det |
Deu |
Dev |
Dew |
Dex |
Dey |
Dez
Die Liste der Biografien führt alle Personen auf, die in der deutschsprachigen Wikipedia einen Artikel haben. Dieses ist eine Teilliste mit 375 Einträgen von Personen, deren Namen mit den Buchstaben „Dev“ beginnt.

## Dev
- Dev (* 1989), US-amerikanische Popsängerin und RapperinDev (* 1989)

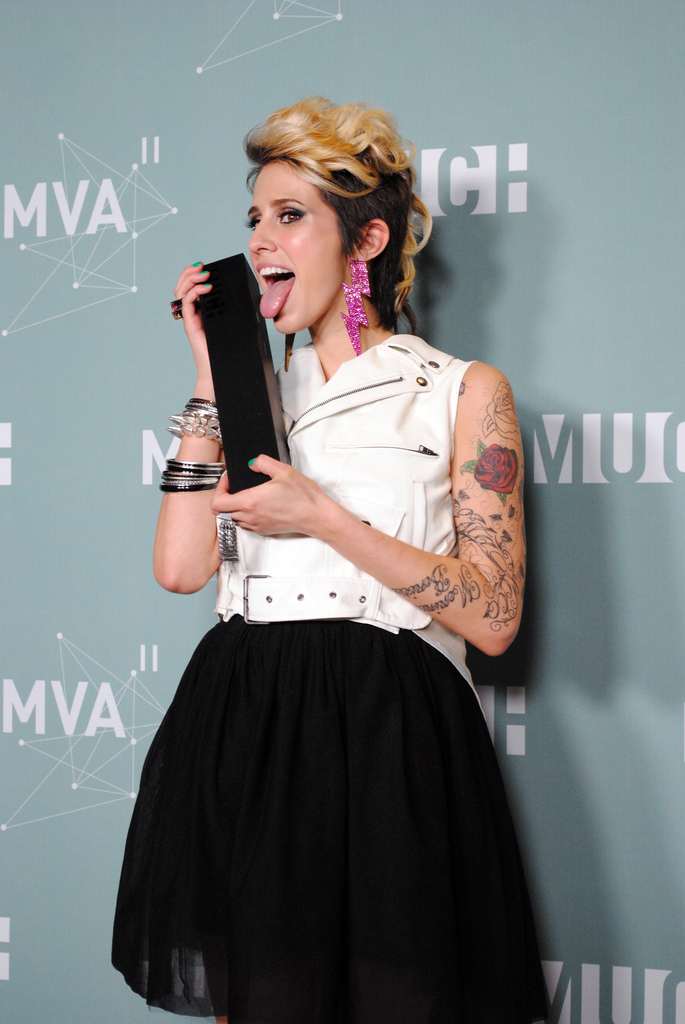
Dev (* 1989)

- Dev, S. D. Prajwal (* 1996), indischer Tennisspieler

### Deva
- Deva, Nirj (* 1948), britischer Politiker (Conservative Party), Mitglied des House of Commons, MdEP
- Deva, Sarah Jezebel (* 1977), englische Metal-Sängerin
- Deva, Surya (* 1973), indischer Jurist und Menschenrechtsexperte
- Deva, Xhafer (1904–1978), kosovo-albanischer Faschist und Innenminister von Großalbanien
- Devadas, Srini (* 1963), US-amerikanischer Computeringenieur und Informatiker
- Devadatta, buddhistischer Mönch zur Zeit des Buddha Siddharta Gautama
- Dévai, János (1940–2006), ungarischer Radrennfahrer
- Devai, Matthias († 1545), ungarischer Reformator
- Devaines, Jean (1733–1803), französischer Staatsbeamter und Mitglied der Académie française
- Devaivre, Jean (1912–2004), französischer Regieassistent, Drehbuchautor und Filmregisseur
- Deval, Anne-Sophie (1989–2006), französische Schauspielerin und Schwester von Jean-Charles Deval
- Deval, Horacio (1923–2004), argentinischer Tangosänger
- Deval, Jacques (1895–1972), französischer Dramatiker und Regisseur
- Deval, Pierre (1758–1829), französischer Generalkonsul in Algerien (1814–1827)
- Devalle, Laurent (1892–1965), monegassischer Radrennfahrer
- Devaluez, Isabelle (* 1966), französische Leichtathletin
- Devambez, André (1867–1944), französischer Maler und Illustrator
- Devambez, Pierre (1902–1980), französischer Klassischer Archäologe
- DeVan, Everette (1950–2021), US-amerikanischer Jazzmusiker (Orgel, Piano)
- Déván, István (1890–1977), ungarischer Sportler
- Devanathan, M. A. V., sri-lankischer Chemiker
- Devane, William (* 1939), US-amerikanischer SchauspielerWilliam Devane (* 1939)

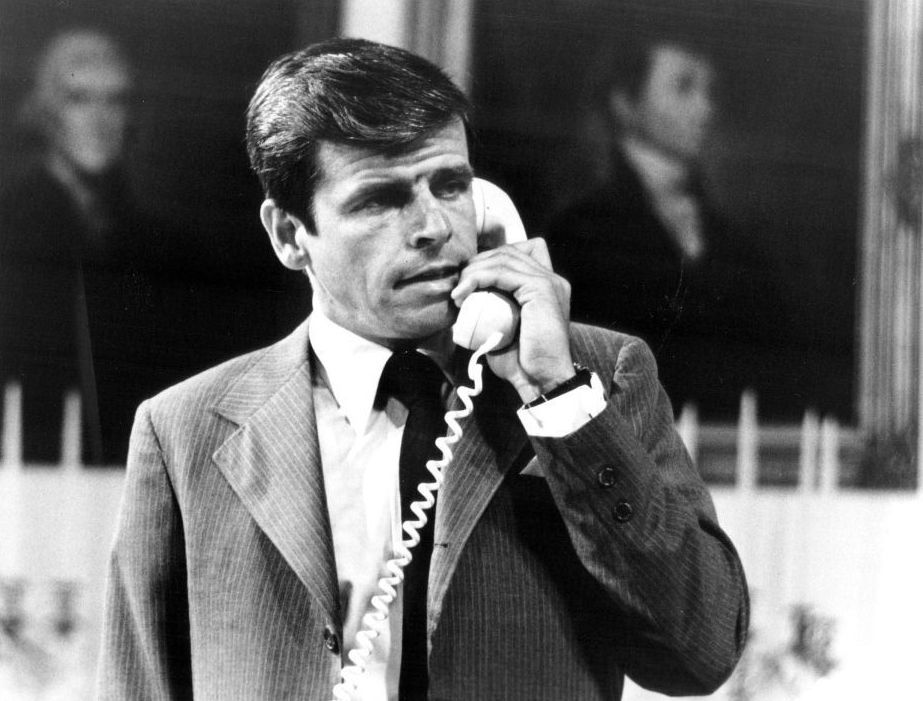
William Devane (* 1939)

- Devaney, Jason (* 1992), irischer Snookerspieler
- Devaney, Marjorie (1931–2007), US-amerikanische Mathematikerin, Informatikerin und Elektroingenieurin
- Devaney, Michael (1891–1967), US-amerikanischer Hindernis-, Mittel- und Langstreckenläufer
- Devaney, Michael (* 1984), irischer Autorennfahrer
- Devaney, Robert (* 1948), US-amerikanischer Mathematiker
- Devaney, Theo (* 1984), britischer Schauspieler
- Devanny, Jean (1894–1962), neuseeländisch-australische Kommunistin und Autorin von Romanen und Sachbücher
- Devant, David (1868–1941), britischer Zauberkünstler
- Devantay, Charles (* 1998), Schweizer Sprinter
- DeVante Swing (* 1969), US-amerikanischer Musikproduzent, Songwriter und R&B-Sänger
- Devantier, Lonnie (* 1972), dänische Sängerin und Songwriterin
- Devany, Vincenzo Federico (* 1988), US-amerikanischer Volleyballspieler
- Devapala, dritter Herrscher der indischen Pala-Dynastie
- Devaquet, Alain (1942–2018), französischer Politiker (RPR)
- Devaranne, Johann Christian Claudius (1784–1813), deutscher Widerstandskämpfer in den Befreiungskriegen
- Devarius, Matthaeus († 1581), griechischer Klassischer Philologe
- Devasini, Giampio Luigi (* 1962), italienischer Geistlicher, römisch-katholischer Bischof von Chiavari
- Devasini, Giancarlo (* 1964), italienischer Unternehmer und Arzt
- DeVasquez, Devin (* 1963), US-amerikanische Schauspielerin, Fernsehproduzentin und PlaymateDevin DeVasquez (* 1963)

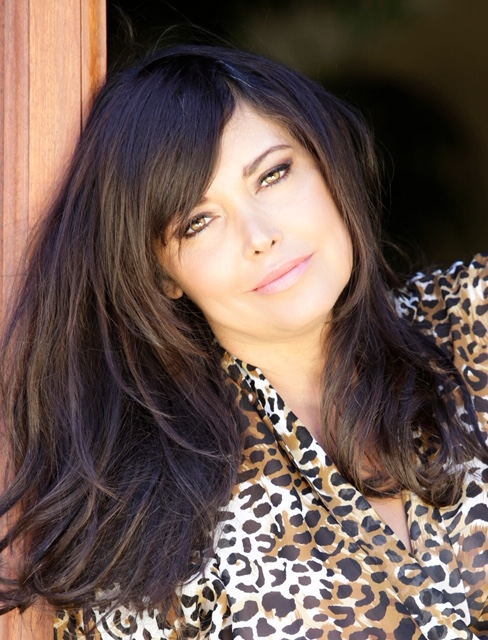
Devin DeVasquez (* 1963)

- Devassoigne, Elsa (* 1969), französische Leichtathletin
- DeVaughn, Raheem (* 1975), US-amerikanischer R&B-Sänger
- DeVaughn, William (* 1947), US-amerikanischer Sänger, Songwriter und Gitarrist
- Devaulx, Noël (1905–1995), französischer Schriftsteller
- Devaux, André (1845–1910), französischer Romanist und Dialektologe
- Devaux, André (1894–1981), französischer Sprinter
- Devaux, Danielo (1921–2013), deutscher Schauspieler, Drehbuchautor, Regisseur und Produzent
- Devaux, Paul (1801–1880), belgischer Politiker und Schriftsteller
- Devaux, Ralf-Peter (* 1940), deutscher Geheimdienstler
- Devaux, Théomir (1885–1967), französischer Priester
- Devawongse Varopakar (1858–1923), thailändischer Prinz, Politiker

### Devc
- Devčić, Ivan (* 1948), kroatischer Geistlicher, emeritierter römisch-katholischer Erzbischof von Rijeka

### Deve
- Deve Gowda, H. D. (* 1933), indischer Premierminister
- Deveaux, André (* 1984), bahamesisch-kanadischer Eishockeyspieler
- Deveaux, Orpha-F. (1872–1933), kanadischer Organist, Komponist und Musiklehrer
- DeVeaux, Scott (* 1954), US-amerikanischer Jazzforscher
- Devecchi, Sergio (* 1947), Schweizer Sozialpädagoge
- Devecerski, Alina (* 1983), schwedische Sängerinnen
- Deveci, Süleyman (* 1966), deutsch-türkischer Journalist und Autor
- Deveciyan, Karekin († 1964), armenisch-türkischer Zoologe; Erforscher des osmanischen Fischereiwesens
- Devecka, Mike (* 1947), US-amerikanischer Nordischer Kombinierer und Skispringer
- Devecseri, Gábor (1917–1971), ungarischer Dichter und Übersetzer
- Devedeux, Louis (1820–1874), französischer Genremaler des Orientalismus
- Devedjian, Patrick (1944–2020), französischer Politiker, Mitglied der Nationalversammlung
- Develey, Johann Conrad (1822–1886), deutscher UnternehmerJohann Conrad Develey (1822–1886)

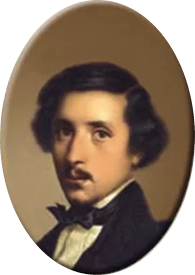
Johann Conrad Develey (1822–1886)

- Develey, Robert (* 1930), Schweizer HNO-Arzt und Studentenhistoriker
- Develi, Büşra (* 1993), türkische Schauspielerin
- Develi, Erkam (* 1999), türkischer Fußballspieler
- Devellano, Jim (* 1943), kanadischer General Manager der Detroit Red Wings
- Develle, Jules (1845–1919), französischer Politiker in der Zeit der Dritten Republik
- Devellerez Thaung Shwe, Joseph (1935–2015), birmanischer Geistlicher, Bischof von Pyay
- Devemy, Roger (1910–1998), französischer Politiker, Mitglied der Nationalversammlung
- Devening, Brian (* 1967), US-amerikanischer Tennisspieler
- Devenish, Olivia Mariamne (1771–1814), Ehefrau von Thomas Stamford Raffles, Gouverneur von Java
- Devenish, Robin (* 1943), britischer Physiker
- Devenoge, Lisa (* 1994), Schweizer Unihockeyspielerin
- Devenport, Dominique (* 1996), schweizerisch-amerikanische SchauspielerinDominique Devenport (* 1996)

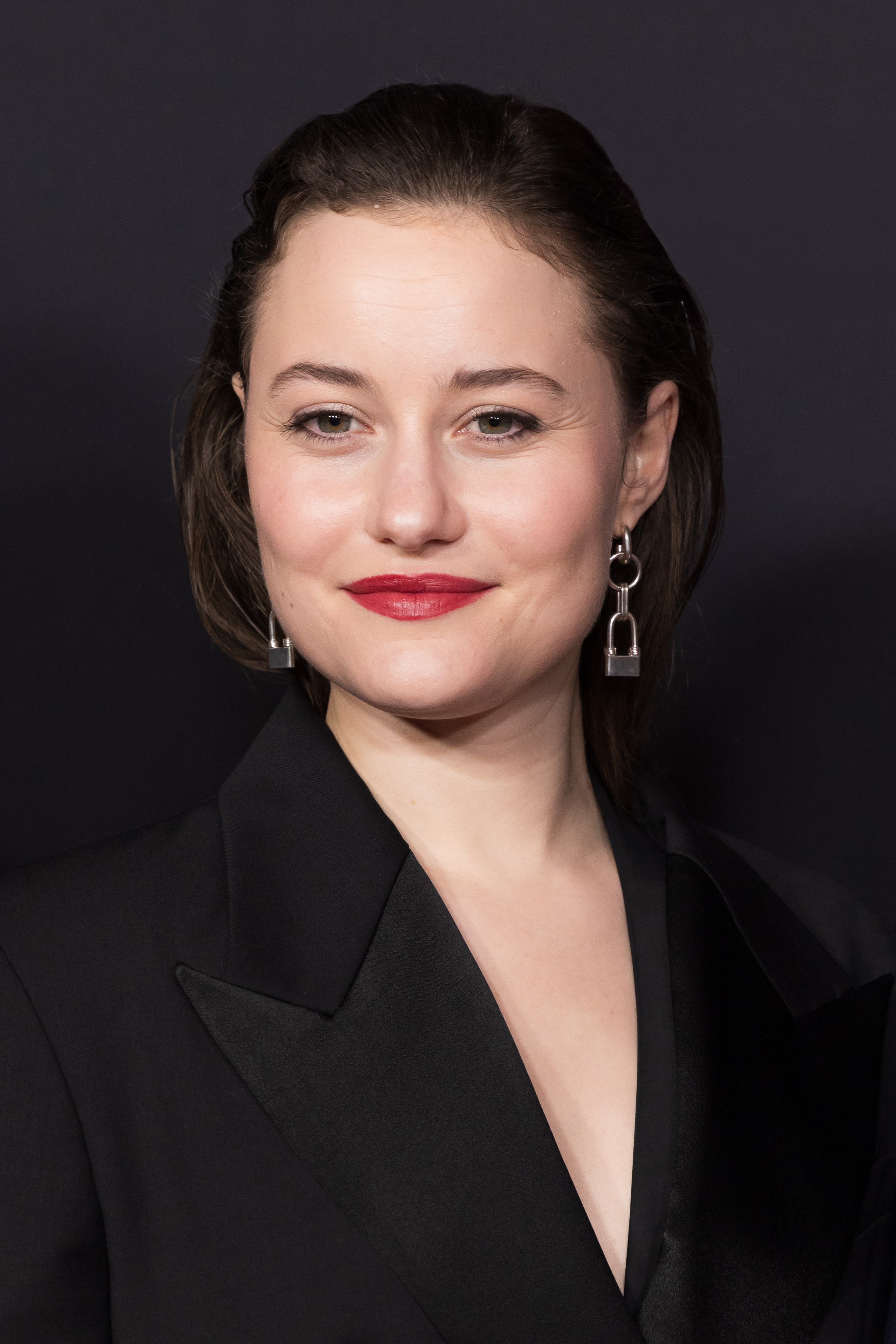
Dominique Devenport (* 1996)

- Devens, Anton (1779–1846), preußischer Landrat des Kreises Duisburg
- Devens, Charles (1820–1891), US-amerikanischer Jurist, General und Justizminister
- Devens, Friedrich Carl (1782–1849), preußischer Justizkommissar und Mitglied des Westfälischen Provinziallandtags
- Devens, Friedrich Karl (1852–1902), deutscher Jurist und Schriftsteller
- Devens, Friedrich Leopold (1831–1894), Landrat, Polizeipräsident, Reichstagsabgeordneter
- Devens, George (1931–2021), US-amerikanischer Jazzmusiker (Vibraphon, Marimba, Perkussion, Piano)
- Devens, Mary (1857–1920), US-amerikanische Fotografin
- Devens, Prosper (1834–1882), preußischer Beamter, Landrat, Abgeordneter, Regierungsrat
- Devens, Rainer (* 1938), deutscher Künstler
- Deventer, Dieter (* 1953), deutscher Kameramann und Fotograf
- Deventer, Felix van (* 1996), deutscher Schauspieler
- Deventer, Franz (1890–1952), Landtagsabgeordneter Waldeck
- Deventer, Friedel (* 1947), deutscher Künstler
- Deventer, Hendrik van (1651–1724), holländischer Geburtshelfer und Orthopäde
- Deventer, Jacob van († 1575), Kartograf
- Deventer, Jacob van (1874–1922), südafrikanischer General
- Deventer, Jörg (* 1961), deutscher Historiker
- Deventer, Juan van (* 1983), südafrikanischer Mittel- und Langstreckenläufer
- Deventer, Klaus (* 1958), deutscher Schachspieler, internationaler Schiedsrichter, und Jurist
- Deventer, Nadin (* 1977), deutsche Jazz- und Kulturmanagerin
- Deventer, Willem Antonie van (1824–1893), niederländischer Marinemaler, Zeichner, Aquarellist, Radierer und Lithograf
- Devenyns, Dries (* 1983), belgischer Radrennfahrer
- Dever, Edmonde (1921–2004), belgische Diplomatin
- Dever, Joe (1956–2016), britischer Fantasyautor und Spieleentwickler
- Dever, Juliana (* 1980), US-amerikanische Schauspielerin und Filmproduzentin
- Dever, Kaitlyn (* 1996), US-amerikanische SchauspielerinKaitlyn Dever (* 1996)

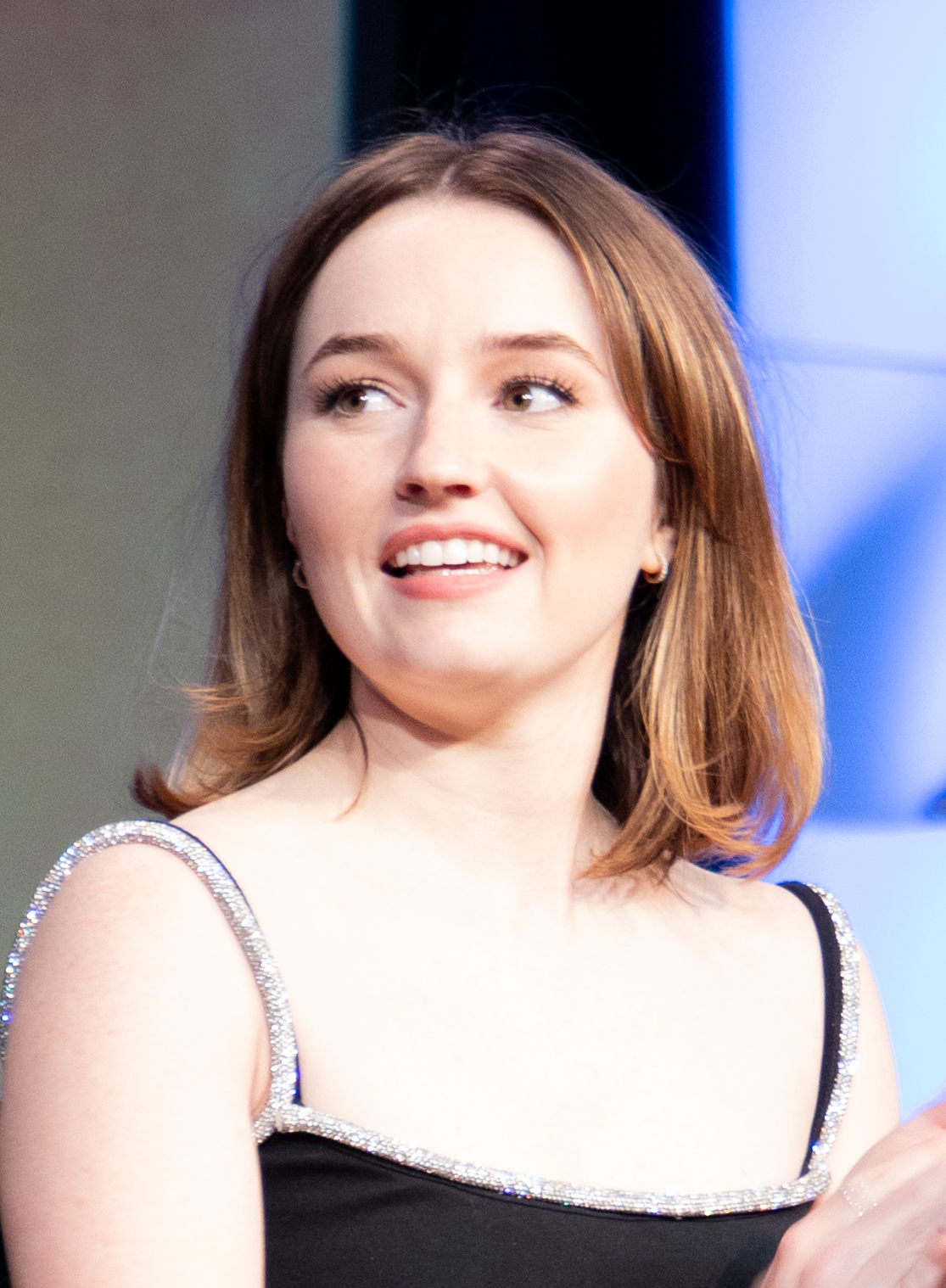
Kaitlyn Dever (* 1996)

- Dever, Patrick (* 1996), britischer Langstreckenläufer
- Dever, Paul A. (1903–1958), US-amerikanischer Politiker
- Dever, Seamus (* 1976), US-amerikanischer Schauspieler
- Dever, William Emmett (1862–1929), US-amerikanischer Politiker
- DeVera, Rohan James (* 1977), US-amerikanischer Autotuner, DragRacer und Fernsehmoderator
- Deveraux, Jude (* 1947), US-amerikanische Romance-Autorin
- DeVere, Luke (* 1989), australischer Fußballspieler
- Devereaux, Boyd (* 1978), kanadischer Eishockeyspieler
- Devereaux, John (* 1962), US-amerikanischer Basketballspieler
- Deverell, Cyril (1874–1947), britischer Feldmarschall und Chef des Imperialen Generalstabes
- Deverell, Jack (* 1945), britischer General
- Deverell, Tamara, kanadische Artdirectorin und Szenenbildnerin
- Deverell, William (* 1937), kanadischer Schriftsteller und Jurist
- Devereux, Anne, 8. Baroness Ferrers of Chartley (1438–1469), englische Adlige
- Devereux, Daniel T. (* 1940), US-amerikanischer Philosoph und Philosophiehistoriker
- Devereux, Georges (1908–1985), US-amerikanischer Ethnologe und Psychoanalytiker
- Devereux, James (1903–1988), US-amerikanischer Brigadegeneral
- Devereux, Joan (1379–1409), englische Adlige
- Devereux, John (1778–1860), kolumbianischer außerordentlicher Gesandter und Ministre plénipotentiaire
- Devereux, John, 1. Baron Devereux († 1393), englischer Adliger, Militär und Höfling
- Devereux, Penelope (1563–1607), englische Adlige und Hofdame
- Devereux, Robert 3. Earl of Essex (1591–1646), englischer Offizier und Politiker
- Devereux, Robert, 2. Earl of Essex (1565–1601), Liebhaber der Königin Elisabeth I. von EnglandRobert Devereux, 2. Earl of Essex (1565–1601)

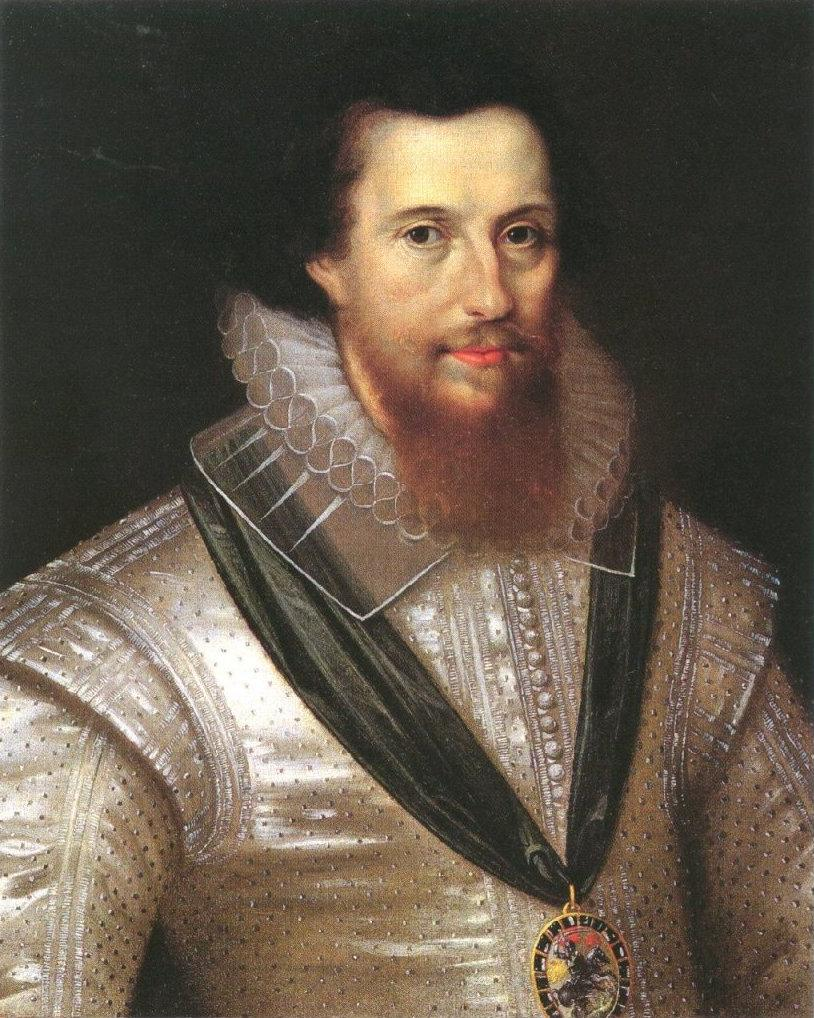
Robert Devereux, 2. Earl of Essex (1565–1601)

- Devereux, Robin, 19. Viscount Hereford (* 1975), britischer Adliger
- Devereux, Sean (1964–1993), englischer salesianischer Volontär, Missionar und Entwicklungshelfer
- Devereux, Walter († 1402), englischer Ritter und Politiker
- Devereux, Walter (1411–1459), englischer Ritter und Politiker
- Devereux, Walter, 1. Baron Ferrers of Chartley († 1485), englischer Adliger und Militär
- Devereux, Walter, 1. Earl of Essex (1539–1576), englischer Adliger und Heerführer
- Devéria, Achille (1800–1857), französischer Maler und Lithograf
- Devéria, Eugène (1805–1865), französischer Maler
- Deverić, Stjepan (* 1961), jugoslawischer Fußballspieler und -trainer
- Devernay, Yves (1937–1990), französischer Komponist und Organist
- Deveroe (* 1987), US-amerikanisch-deutscher Motion-Designer, Animator und Regisseur
- Devers, Gail (* 1966), US-amerikanische LeichtathletinGail Devers (* 1966)

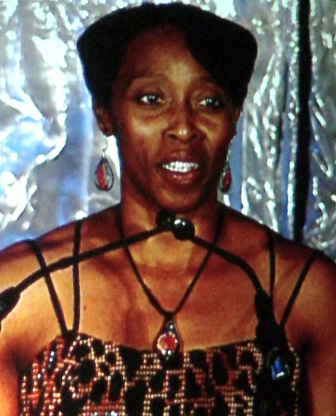
Gail Devers (* 1966)

- Devers, Jacob L. (1887–1979), US-amerikanischer General
- Devès, Pierre Paul (1837–1899), französischer Politiker, Mitglied der Nationalversammlung
- Devesa, Celestí (1868–1935), katalanischer Bildhauer
- Devesi, Baddeley (1941–2012), salomonischer Politiker, Generalgouverneur der Salomonen
- Devetzi, Chrysopigi (* 1976), griechische Weit- und Dreispringerin
- Devey, Colin (* 1961), britisch-deutscher Geologe
- Devey, John (1866–1940), englischer Fußballspieler
- Devèze, Albert (1881–1959), belgischer Politiker
- Devèze, Serge (1956–2015), französischer Fußballtrainer

### Devg
- Devgan, Ajay (* 1969), indischer FilmschauspielerAjay Devgan (* 1969)

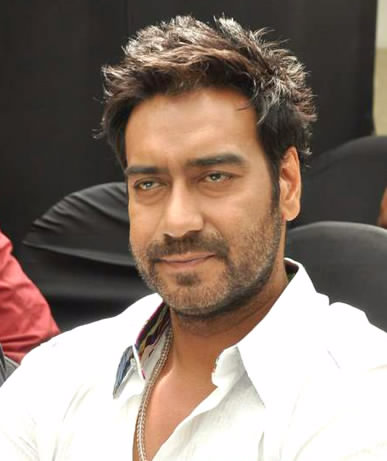
Ajay Devgan (* 1969)

### Devi
- Devi, Aïsha, Schweizer Musikproduzentin
- Devi, Ananda (* 1957), mauritische Schriftstellerin
- Devi, Anjali (1927–2014), indische Schauspielerin und Filmproduzentin
- Devi, Anjali (* 1998), indische Sprinterin
- Devi, Basanti, indische Umweltschutzaktivistin
- Devi, Bhanumati (1934–2013), indische Schauspielerin des Oriya-Films und -Theaters
- Devi, Girija (1929–2017), indische Sängerin, Musikpädagogin und Komponistin
- Devi, Indra (1899–2002), schwedisch-russisch-amerikanische Schauspielerin und Yogalehrerin
- Devi, Kamala (1933–2010), US-amerikanisch-indische Schauspielerin
- Devi, Mahasweta (1926–2016), indische Schriftstellerin
- Devi, Mitra (1963–2018), Schweizer Schriftstellerin, Filmemacherin, Journalistin und bildende Künstlerin
- Devi, Nalini Bala (1898–1977), indische Schriftstellerin und Dichterin der assamesischen Literatur
- Devi, Phoolan (1963–2001), indische Banditenkönigin und Politikerin
- Devi, Rudrama († 1289), indische Kakatiya-Königin
- Devi, Sampat Pal (* 1961), indische Frauenrechtlerin und Aktivistin
- Devi, Seeta (* 1912), indische Stummfilmschauspielerin
- Devi, Shakuntala (1929–2013), indische RechenkünstlerinShakuntala Devi (1929–2013)

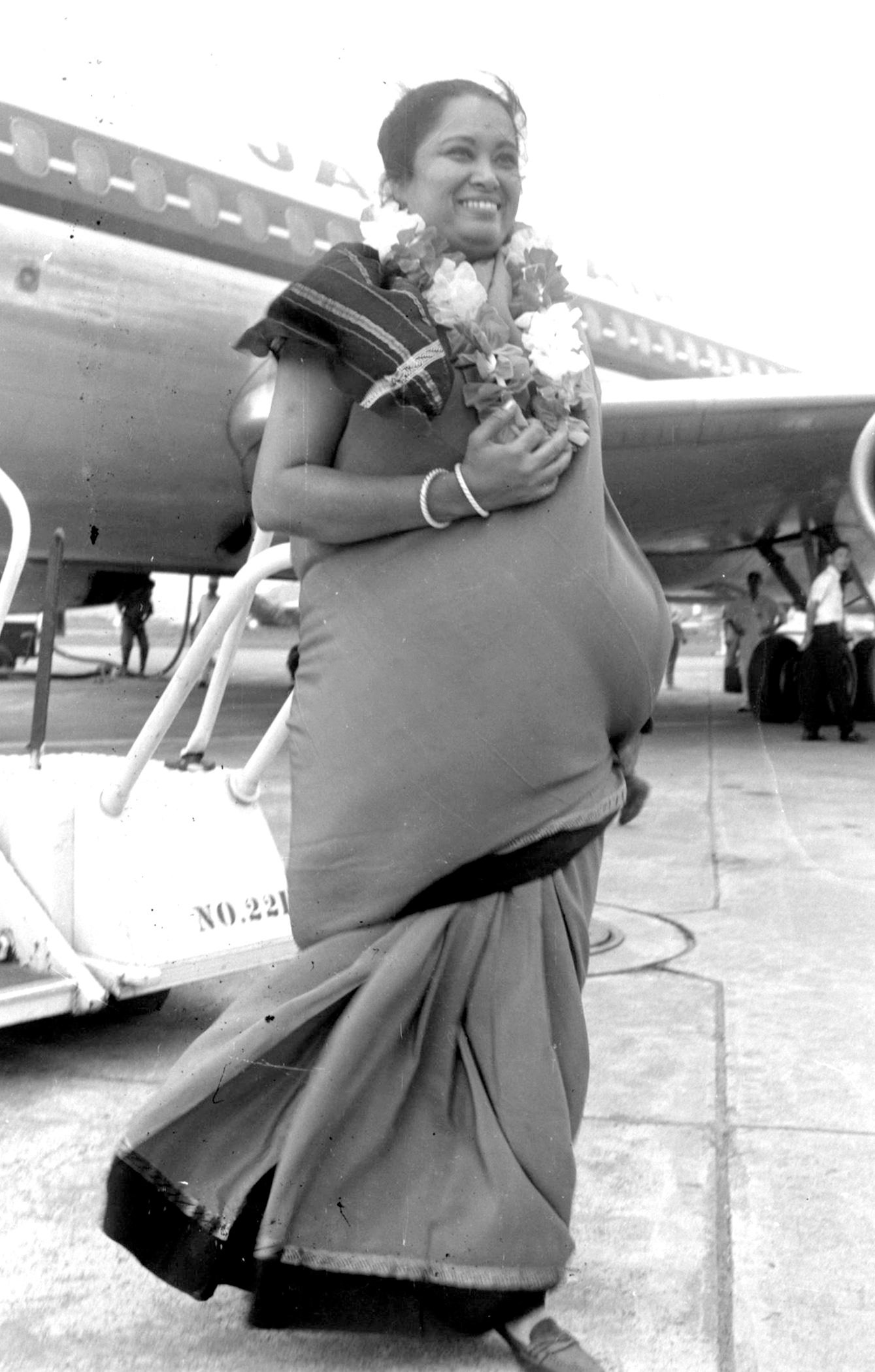
Shakuntala Devi (1929–2013)

- Devi, Sitara (1920–2014), indische Kathak-Tänzerin und Filmschauspielerin
- Devi, Suman (* 1985), indische Speerwerferin
- Devi, Sunayani (1875–1962), indische Malerin der Moderne
- Devi, Sushma (* 1984), indische Mittelstreckenläuferin
- Devi, Vinusha (* 1998), indische Schauspielerin
- Devia, Mariella (* 1948), italienische Opernsängerin (Sopran)
- Dević, Ana, kroatische Kuratorin
- Dević, Borislav (1963–2023), jugoslawischer Leichtathlet
- Devic, Claude (1670–1734), französischer Benediktinermönch der Congrégation de Saint-Maur
- Dević, Marko (* 1983), ukrainischer Fußballspieler
- Dević, Vojislav D. (* 1952), Forscher, Theoretiker und Praktiker in den Bereichen Raumplanung, Städtebau, Architektur
- Dević, Vukašin (* 1984), serbischer Fußballspieler
- DeVicenzo, Roberto (1923–2017), argentinischer Golfer
- Devico Mamone, Nicola (* 1976), deutscher Schauspieler und Synchronsprecher
- Devicq, Paula (* 1965), kanadische Schauspielerin
- Devieilhe, Sabine (* 1985), französische Opernsängerin (Sopran)
- Devienne, François (1759–1803), französischer Komponist und Flötist
- Devienne, Sophie (1763–1841), französische Schauspielerin
- Deviers-Joncour, Christine (* 1947), französische Geliebte des französischen Außenministers Roland Dumas
- Devijver, Hubert (1936–1997), belgischer Althistoriker
- Devil, Naomi (* 1987), österreich-ungarische Malerin
- Devilder, Nicolas (* 1980), französischer Tennisspieler
- DeVille, C. C. (* 1962), US-amerikanischer Musiker und der Lead-Gitarrist der Glam-Metal-Band Poison
- Deville, Céline (* 1982), französische Fußballspielerin
- Deville, Charles Joseph Sainte-Claire (1814–1876), französischer Geologe
- DeVille, Cherie (* 1978), US-amerikanische PornodarstellerinCherie DeVille (* 1978)

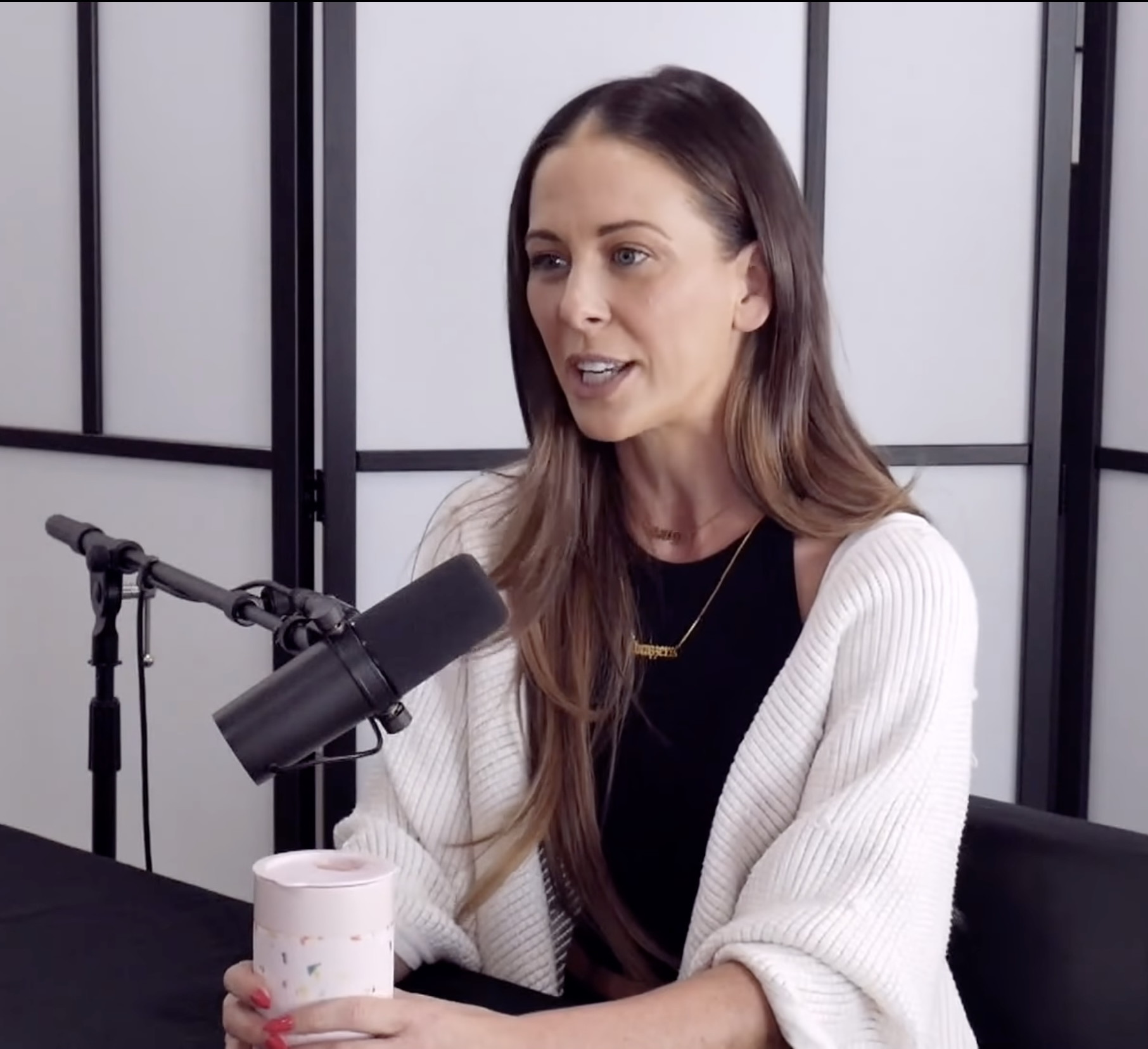
Cherie DeVille (* 1978)

- Deville, Cristian (* 1981), italienischer Skirennläufer
- Deville, Dominic (* 1975), Schweizer Kabarettist, Moderator und Punk-Sänger
- Deville, Édouard Gaston (1849–1924), französisch-kanadischer Entdecker
- Deville, Émile (1824–1853), französischer Mediziner und Tierpräparator
- Deville, Franck (* 1970), luxemburgischer Fußballspieler
- Deville, Gabriel Pierre (1854–1940), französischer Diplomat
- Deville, Jean Achille (1789–1875), französischer Gelehrter
- Deville, Laurent (* 1967), luxemburgischer Fußballspieler
- Deville, Maurice (* 1992), luxemburgischer Fußballspieler
- Deville, Michel (1931–2023), französischer Filmregisseur und Drehbuchautor
- DeVille, Oliver (* 1974), deutscher Musikproduzent und Songwriter
- Deville, Patrick (* 1957), französischer Schriftsteller
- DeVille, Roxy (* 1982), US-amerikanische Pornodarstellerin
- Deville, Sonya (* 1993), US-amerikanische Wrestlerin
- Devillé, Stijn (* 1974), niederländischsprachiger belgischer Dramatiker und Regisseur
- DeVille, Willy (1950–2009), US-amerikanischer Rock- und BluesmusikerWilly DeVille (1950–2009)

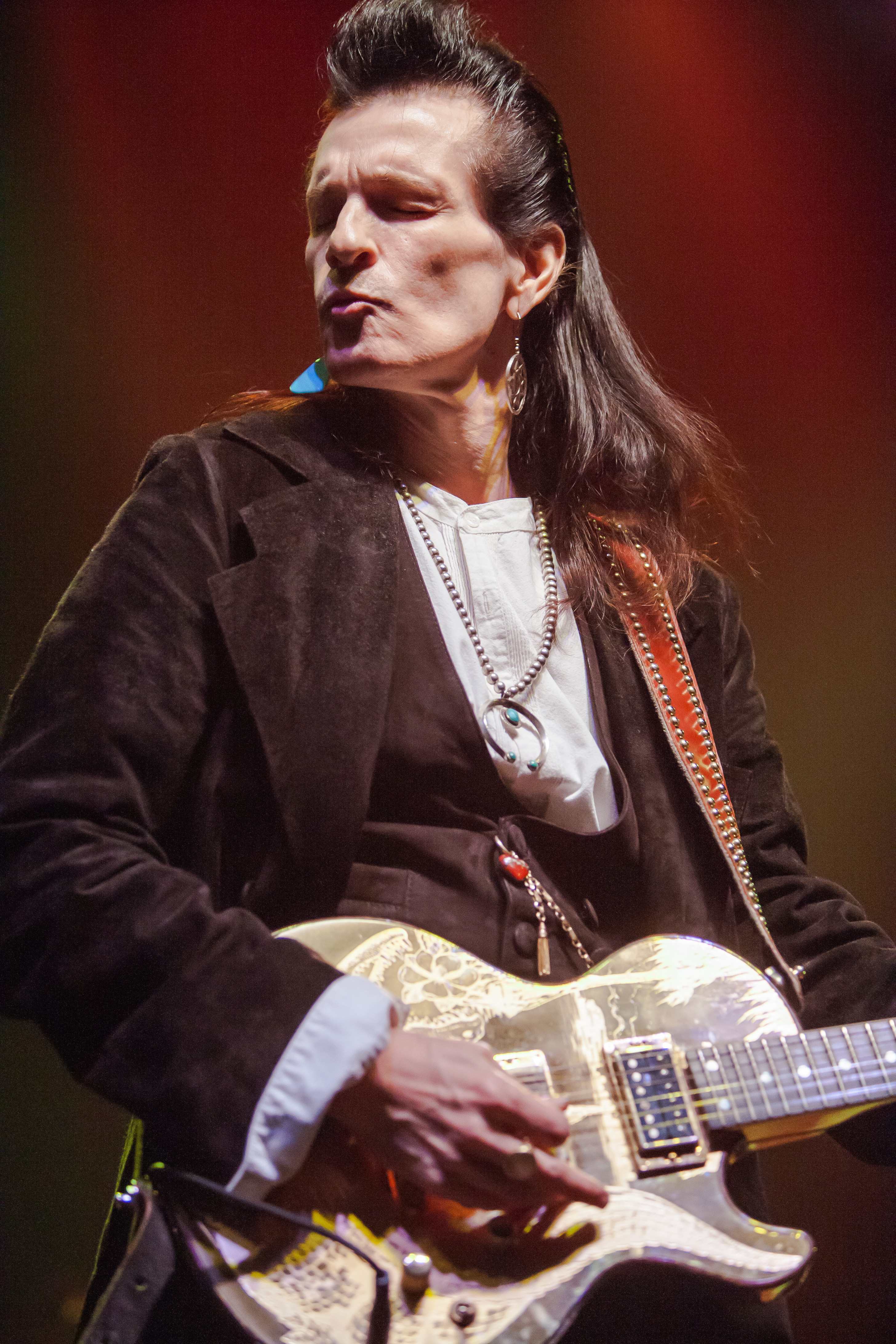
Willy DeVille (1950–2009)

- Devillechabrolle, Yves (* 1957), französischer Fußballspieler
- Devillers, Arnaud, US-amerikanischer römisch-katholischer Priester, ehemaliger Generaloberer der Priesterbruderschaft St. Petrus
- Devillers, Luc (* 1954), römisch-katholischer Theologe und Hochschullehrer
- DeVilliers, Paul, südafrikanischer Sänger, Musikproduzent und Toningenieur
- Devilly, Louis-Théodore (1818–1886), französischer Maler
- Devin the Dude (* 1970), US-amerikanischer Rapper
- Devin, Michael (* 1987), US-amerikanischer Eishockeyspieler
- Devin, Santiago (1908–1950), argentinischer Tangosänger
- Devinatz, Ethan (* 1959), US-amerikanischer Mathematiker
- Devincenzi, Alfredo (* 1907), argentinischer Fußballspieler
- DeVine, Adam (* 1983), US-amerikanischer SchauspielerAdam DeVine (* 1983)

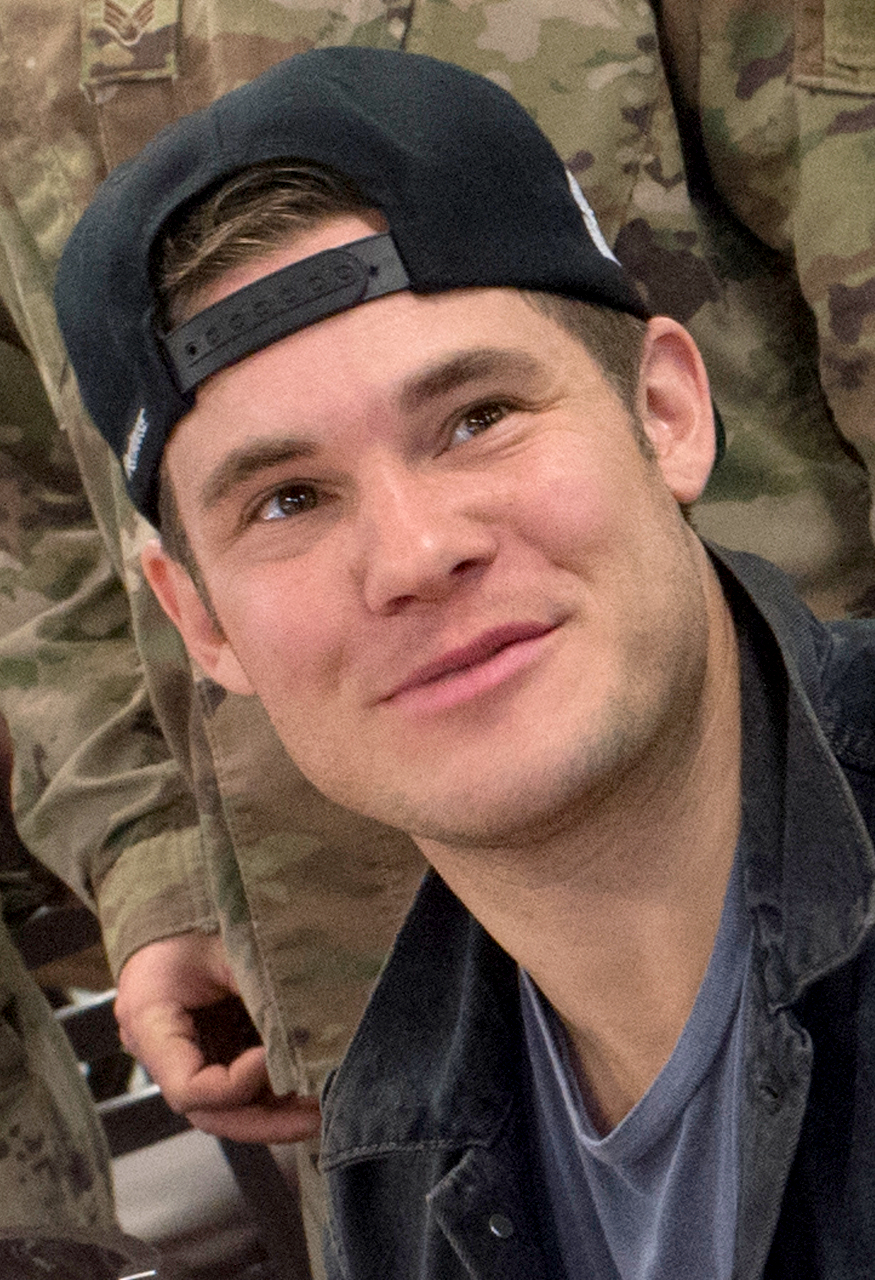
Adam DeVine (* 1983)

- Devine, Adam (* 2003), schottischer Fußballspieler
- Devine, Aidan, britisch-kanadischer Schauspieler
- Devine, Andy (1905–1977), US-amerikanischer Schauspieler
- Devine, David (* 2001), schottischer Fußballspieler
- Devine, David McDonald (1920–1980), schottischer Schriftsteller
- Devine, Elizabeth (* 1961), US-amerikanische Forensikerin
- Devine, George (1910–1966), britischer Theaterregisseur, Theaterleiter und Schauspieler
- Devine, Grant (* 1944), kanadischer Politiker
- Devine, Harold (1909–1998), US-amerikanischer Boxer
- Devine, Jim (* 1953), schottischer Politiker
- Devine, John (* 1985), US-amerikanischer Radrennfahrer
- Devine, John M. (1895–1971), US-amerikanischer Offizier, Generalmajor der US-Army
- Devine, Joseph (1937–2019), schottischer Geistlicher und Bischof von Motherwell
- Devine, Joseph M. (1861–1938), US-amerikanischer Politiker
- Devine, Kevin (* 1979), US-amerikanischer Musiker
- Devine, Loretta (* 1949), US-amerikanische SchauspielerinLoretta Devine (* 1949)

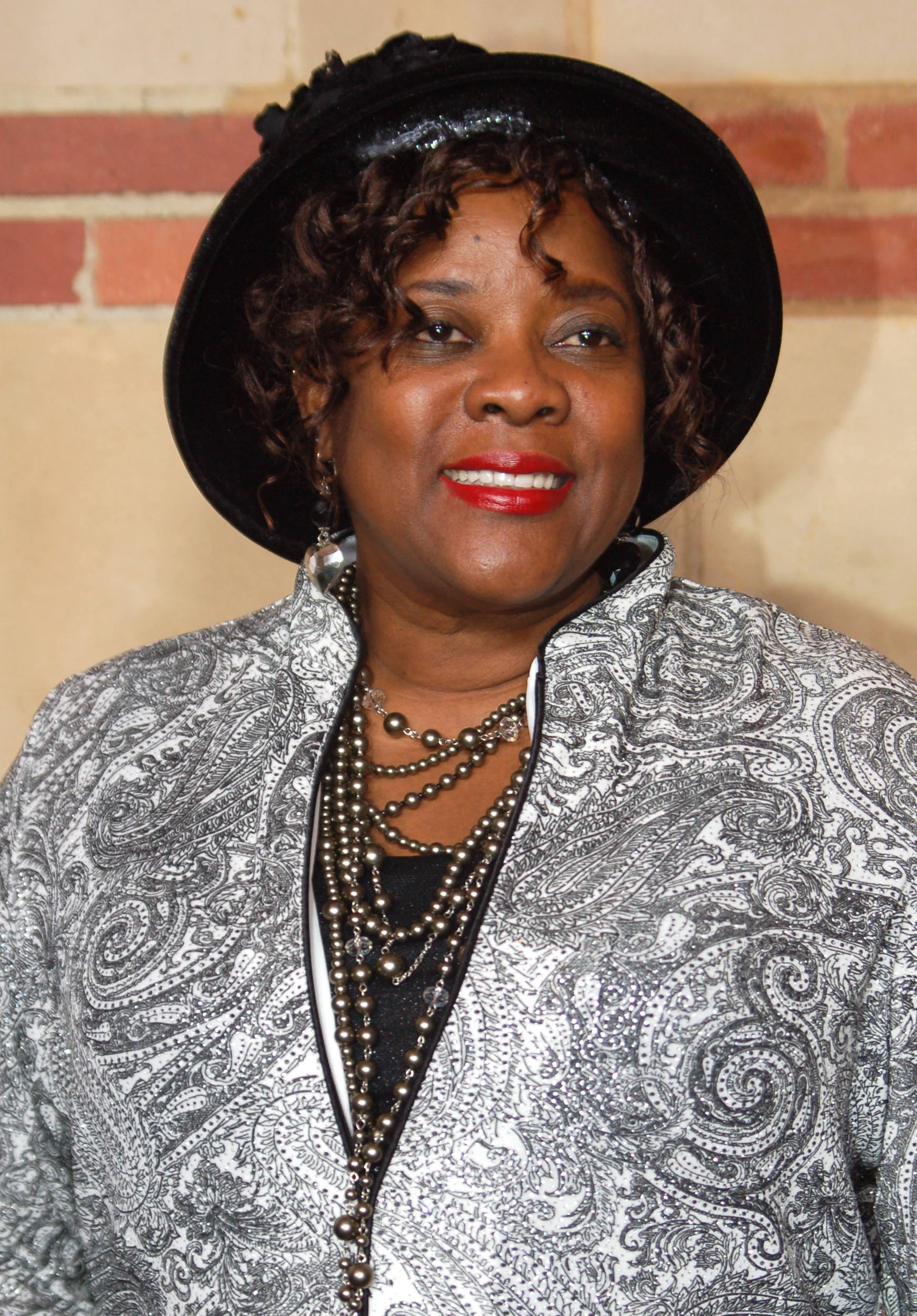
Loretta Devine (* 1949)

- Devine, Máire (* 1972), irische Politikerin (Sinn Féin)
- Devine, Mickey (1954–1981), nordirischer Widerstandskämpfer und Hungerstreikender
- Devine, Raquel (* 1967), US-amerikanische Pornodarstellerin und Radiomoderatorin
- Devine, Reece (* 2001), englischer Fußballspieler
- Devine, Samuel L. (1915–1997), US-amerikanischer Politiker der Republikanischen Partei
- Devine, Sophie (* 1989), neuseeländische Cricket- und Hockeyspielerin
- Devine-King, Terry (* 1965), britischer Komponist
- Devins, Jimmy (* 1948), irischer Politiker (Fianna Fáil)
- Devinson, Gilmar (* 1993), kolumbianischer Hochspringer
- Devinu, Giusy (1960–2007), italienische Opernsängerin (Sopran)
- Devis, Robert (1933–2014), französischer Fußballspieler
- Devisate, Rafael (* 2005), brasilianischer Fußballspieler
- Devise, Jean-Philippe (* 1960), französischer Schriftsteller in deutscher Sprache
- Devisscher, Christophe (* 1971), belgischer Jazzmusiker
- DeVita, Vincent T. (* 1935), US-amerikanischer Mediziner
- Devito (* 1995), serbischer Rapper
- DeVito, Danny (* 1944), US-amerikanischer SchauspielerDanny DeVito (* 1944)

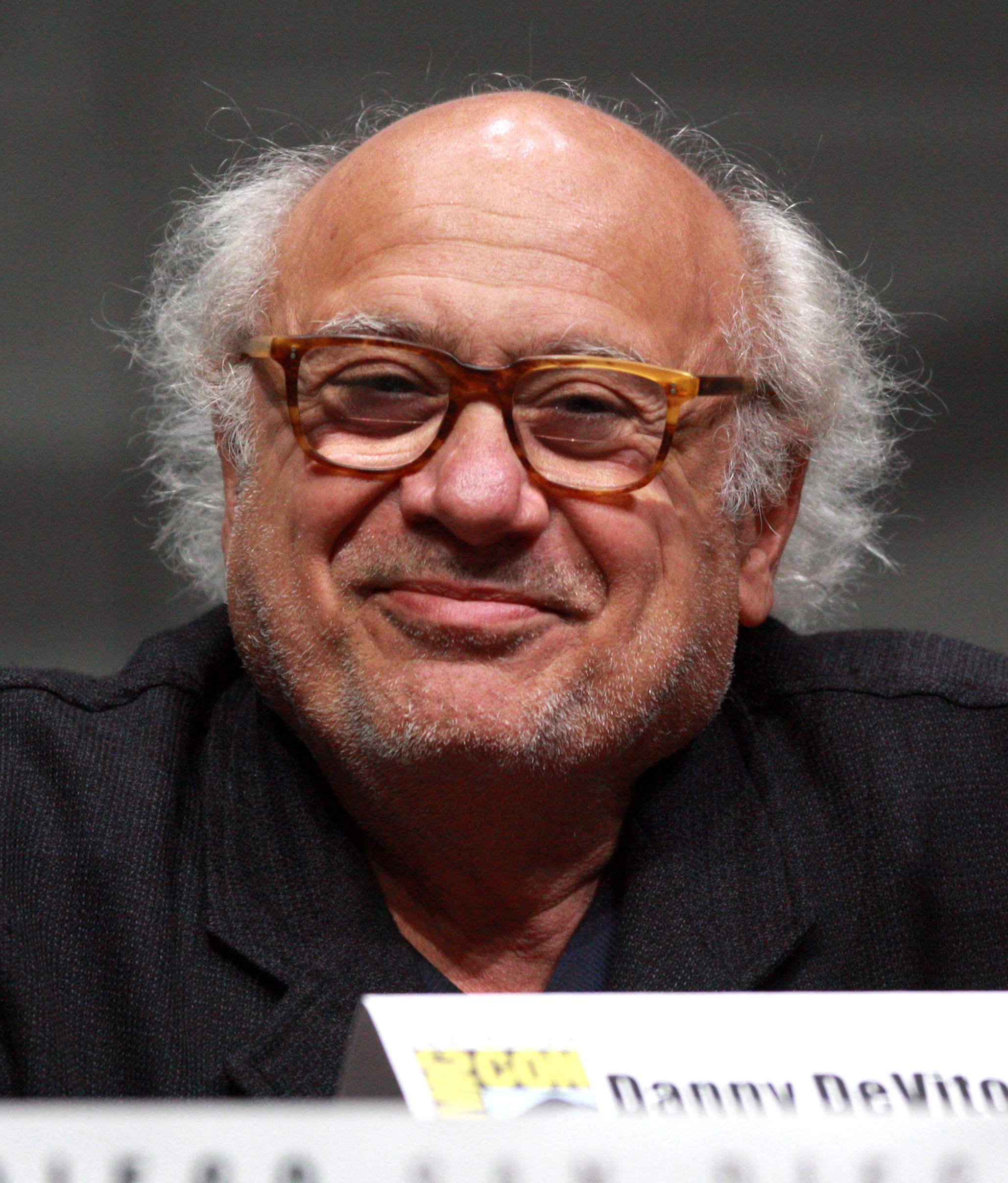
Danny DeVito (* 1944)

- DeVito, Frank (* 1930), US-amerikanischer Jazzmusiker (Schlagzeug)
- DeVito, Lucy (* 1983), US-amerikanische Schauspielerin
- Devitt, Edward (1911–1992), US-amerikanischer Jurist und Politiker
- Devitt, John (1937–2023), australischer Schwimmer
- Devitte, Herbert Patrick (1874–1930), englischer Journalist und Fussballschiedsrichter
- DeVitto, Liberty (* 1950), US-amerikanischer Rockmusiker
- DeVitto, Torrey (* 1984), US-amerikanische SchauspielerinTorrey DeVitto (* 1984)

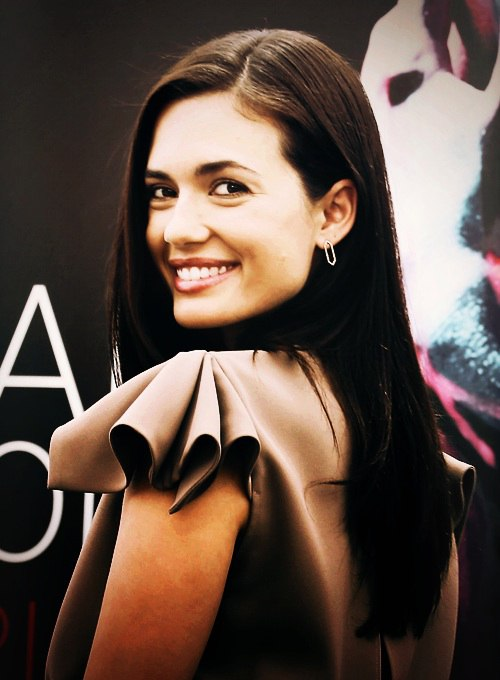
Torrey DeVitto (* 1984)

- Devivere, Johannes Franz August von (1798–1878), deutscher Kommunalpolitiker und Landrat

### Devk
- Devkota, Laxmi Prasad (1909–1959), nepalesischer Schriftsteller, Minister für Kultur und Autonomie

### Devl
- Devlet Giray (1512–1577), Khan der Krim
- Devlet Hatun (1361–1414), Ehefrau des osmanischen Sultans Bayezid I.
- Devlet II. Giray (1648–1719), mongolischer Khan der Krim
- Devlies, Carl (* 1953), belgischer Politiker und Staatssekretär
- Devlin (* 1989), englischer Grime-Rapper
- Devlin McAliskey, Bernadette (* 1947), nordirische politische Aktivistin und Politikerin
- Devlin, Anne (1781–1851), irische Republikanerin
- Devlin, Anne (* 1951), irische Schriftstellerin
- Devlin, Art (1922–2004), US-amerikanischer Skispringer
- Devlin, Bernard Patrick (1921–2010), irischer Geistlicher, römisch-katholischer Bischof von Gibraltar
- Devlin, Cameron (* 1998), australischer Fußballspieler
- Devlin, Cormac (* 1980), irischer Politiker der Fianna Fáil
- Devlin, Dean (* 1962), US-amerikanischer Drehbuchautor, Filmproduzent, SchauspielerDean Devlin (* 1962)

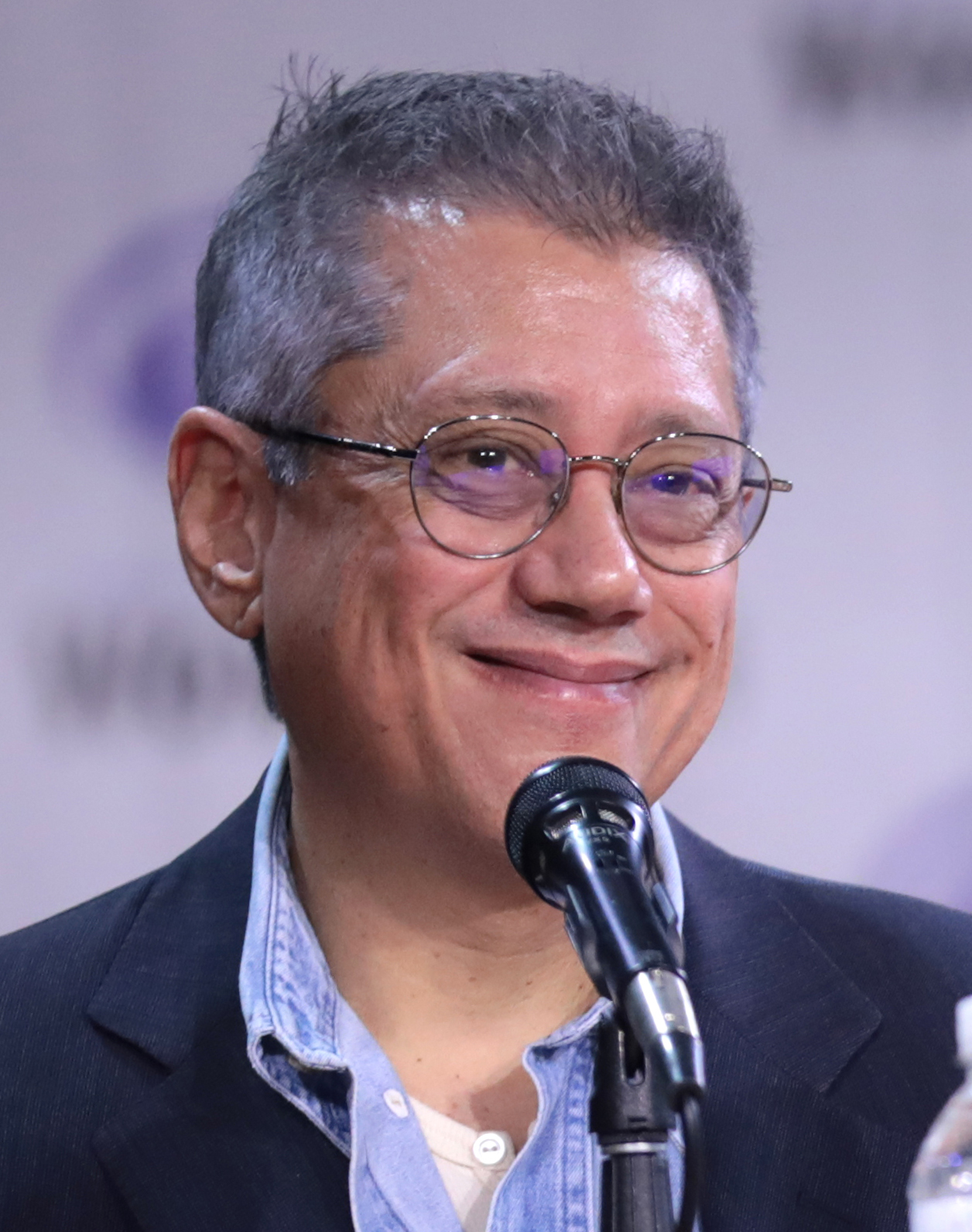
Dean Devlin (* 1962)

- Devlin, Es (* 1971), britische Künstlerin und Set-Designerin
- Devlin, Frank (1900–1988), irischer Badmintonspieler
- Devlin, Janet (* 1994), nordirische Sängerin und Songschreiberin
- Devlin, Jordan (* 1990), irischer Wrestler
- Devlin, Judy (1935–2024), US-amerikanisch-englische Badmintonspielerin
- Devlin, Kate (* 1973), britische Dozentin für künstliche Intelligenz und Gesellschaft
- Devlin, Keith (* 1947), britischer Mathematiker und Wissenschaftsjournalist
- Devlin, Matt (1950–2005), nordirisches IRA-Mitglied, Hungerstreikender
- Devlin, Michael (* 1993), schottischer Fußballspieler
- Devlin, Nick, irischer Schauspieler
- Devlin, Nicky (* 1993), schottischer Fußballspieler
- Devlin, Patrick, Baron Devlin (1905–1992), britischer Jurist
- Devlin, Peta, englische Musikerin und ProduzentinPeta Devlin

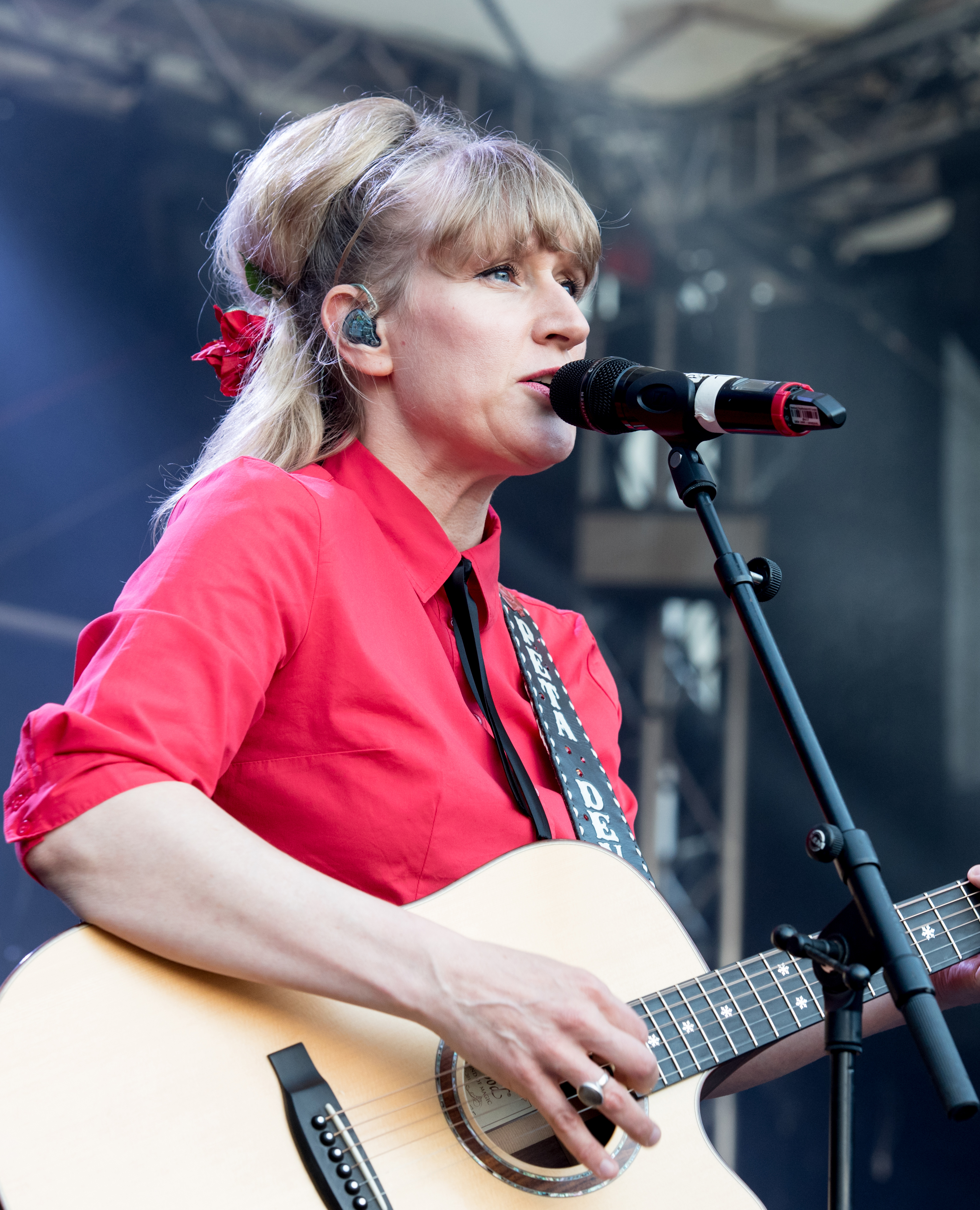
Peta Devlin

- Devlin, Peter (* 1996), englischer Snookerspieler
- Devlin, Peter J., nordirisch-amerikanischer Tontechniker
- Devlin, Ryan (* 1980), US-amerikanischer Schauspieler
- Devlin, Thomas J (1935–2022), US-amerikanischer Physiker
- Devlin, Zara, irische Schauspielerin

### Devo
- Devogelaere, Peter (* 1962), belgischer Generalleutnant
- Devoissoux, Jean (1889–1945), französischer Bahnradsportler und Weltmeister
- Devol Finch, Ruby (1804–1866), US-amerikanische Künstlerin der Outsider Art
- Devol, George (1912–2011), US-amerikanischer Erfinder
- DeVol, Luana (* 1942), US-amerikanische Opernsängerin (Sopran)
- Devold, Kristin Krohn (* 1961), norwegische Politikerin und Ökonomin
- Devolder, Joseph (1842–1919), belgischer Politiker
- Devolder, Stijn (* 1979), belgischer Radrennfahrer
- Devoldère, Aymeric (* 1972), französischer Toningenieur
- Devoli, Semir (* 1976), bosnisch-herzegowinischer Fußballspieler
- Devoluy, Pierre (1862–1932), französischer Pionieroffizier, Schriftsteller, Romanist und Provenzalist, Präsident des Félibrige
- Devon (* 1977), US-amerikanische PornodarstellerinDevon (* 1977)

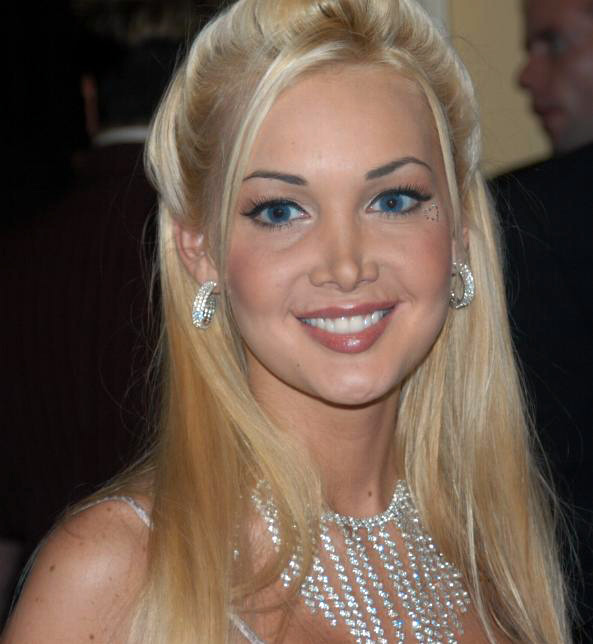
Devon (* 1977)

- Devon, Laura (1931–2007), US-amerikanische Schauspielerin
- Devon, Terry (1922–2013), britische Jazzsängerin
- DeVona, Phillip (* 1970), US-amerikanischer Schauspieler
- Devonas, Steve (* 1989), Schweizer Filmschauspieler
- Devone, George (1959–2024), US-amerikanischer Basketballspieler
- Devonish, Asnoldo (1932–1997), venezolanischer Leichtathlet
- Devonish, Marlon (* 1976), britischer Sprinter
- Devonov, Xudoybergan (1879–1940), usbekischer Fotograf und Kameramann
- Devor, Jan Petter (* 1943), norwegischer Skispringer
- DeVore, Billy (1910–1985), US-amerikanischer Rennfahrer
- DeVore, Irven (1934–2014), US-amerikanischer Anthropologe und Evolutionsbiologe
- DeVore, Ronald (* 1941), US-amerikanischer Mathematiker
- Devoret, Michel (* 1953), französischer Physiker
- DeVorzon, Michael (* 1971), US-amerikanischer Schauspieler und Filmproduzent
- Devos, Bas (* 1983), belgischer Filmregisseur und Drehbuchautor
- DeVos, Betsy (* 1958), US-amerikanische Politikerin, Unternehmerin, Philanthropin und Bildungsaktivistin
- Devos, Bianca (* 1979), deutsche Islamwissenschaftlerin und Hochschullehrerin
- DeVos, Bob (* 1946), US-amerikanischer Jazzmusiker (Gitarre)
- Devos, Emmanuelle (* 1964), französische SchauspielerinEmmanuelle Devos (* 1964)

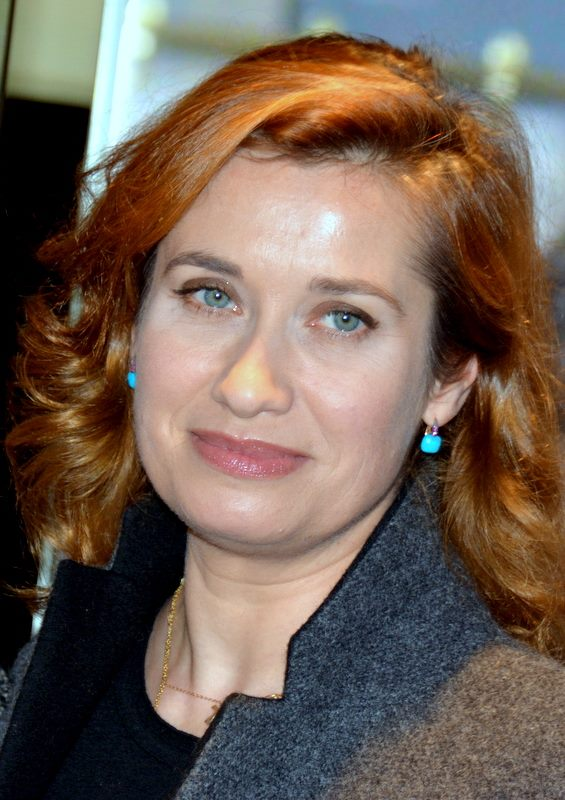
Emmanuelle Devos (* 1964)

- Devos, Jaklyn (* 1992), kanadische Skispringerin
- Devos, Jodie (1988–2024), belgische Opernsängerin in der Stimmlage Sopran
- Devos, Johan (* 1966), belgischer Radrennfahrer
- Devos, John (* 1988), US-amerikanischer Schlagzeuger
- Devos, Laurens (* 2000), belgischer Behindertensportler im Tischtennis
- Devos, Léon (1896–1963), belgischer Radrennfahrer
- Devos, Louis (1926–2015), belgischer Opernsänger (Tenor) und Dirigent
- Devos, Raymond (1922–2006), französischer Komiker, Comedian und Clown
- DeVos, Richard (1926–2018), US-amerikanischer Unternehmer, Gründer und Besitzer von Amway
- Devos, Werner (* 1957), belgischer Radrennfahrer
- Devota († 304), legendäre christliche Märtyrerin und Heilige
- Devoti, Giovanni (1744–1820), italienischer Geistlicher, Bischof von Anagni und Kurienbischof
- Devoti, James (* 1979), US-amerikanischer Schauspieler und Filmproduzent
- Devoti, Luca (* 1963), italienischer Segler
- Devoto, Giacomo (1897–1974), italienischer Linguist, Romanist und Lexikograf
- Devoto, Howard (* 1952), britischer Rocksänger und TexterHoward Devoto (* 1952)

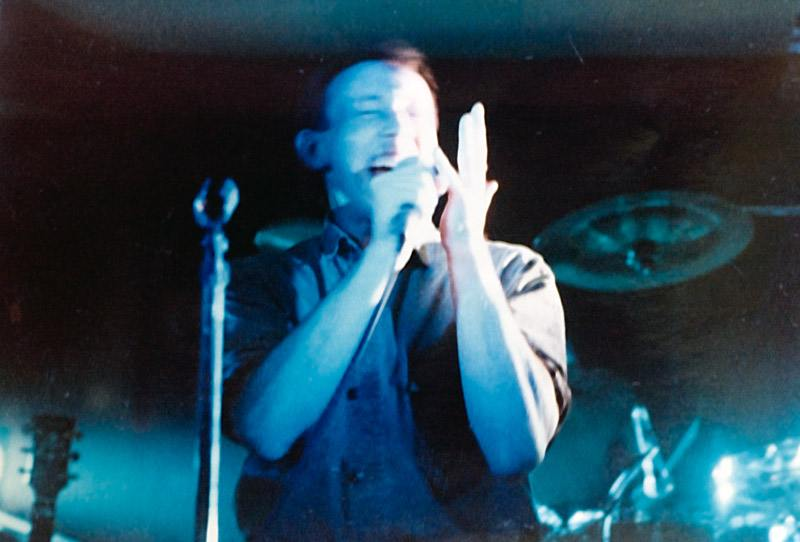
Howard Devoto (* 1952)

- Devotta, Antony (1943–2019), indischer Geistlicher und römisch-katholischer Bischof von Tiruchirappalli
- Devouassoux, Jonas (* 1989), französischer Freestyle-Skisportler
- Devoy, Susan (* 1964), neuseeländische Squashspielerin
- Devoyon, Pascal (* 1953), französischer Pianist und Musikpädagoge

### Devr
- Devreese, Frédéric (1929–2020), belgischer Komponist und Dirigent
- Devres, Nezih († 1985), türkischer Politiker, Bauingenieur, Unterstaatssekretär und Minister
- Devresse, Jil (* 1997), luxemburgisch-deutsche Schauspielerin
- Devret, Ahmet (* 1988), türkischer Fußballspieler
- Devriendt, Tom (* 1991), belgischer Radrennfahrer
- Devrient, Alfred (1860–1925), sächsischer Generalleutnant
- Devrient, Alphonse (1821–1878), deutscher Unternehmer, Verleger und Druckereibesitzer
- Devrient, Carl (1797–1872), deutscher Theaterschauspieler
- Devrient, Dorothea (1804–1882), deutsche Theaterschauspielerin und Sängerin (Sopran)
- Devrient, Eduard (1801–1877), deutscher Schauspieler, Sänger und Theaterleiter
- Devrient, Emil (1803–1872), deutscher Schauspieler
- Devrient, Ernst (1873–1948), deutscher Staatsarchivar und Genealoge
- Devrient, Friedrich (1827–1871), deutscher Theaterschauspieler
- Devrient, Ludwig (1784–1832), deutscher SchauspielerLudwig Devrient (1784–1832)

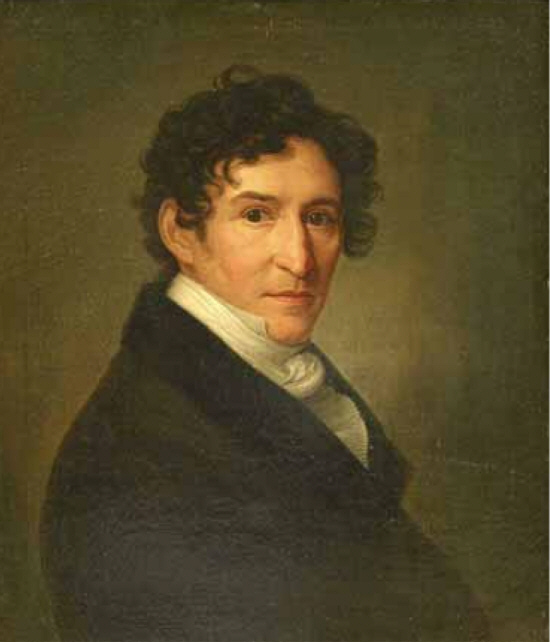
Ludwig Devrient (1784–1832)

- Devrient, Max (1857–1929), deutscher Schauspieler
- Devrient, Otto (1838–1894), deutscher Schauspieler und Dramatiker
- Devrient, Paul (1890–1973), deutscher Opernsänger (Tenor)
- Devrient, Therese (1803–1882), Schriftstellerin und Sängerin
- Devrient, Wilhelm (1800–1871), deutscher Maler, Kupferstecher und Lithograf
- DeVries, Jon (* 1947), US-amerikanischer Schauspieler
- DeVries, Rhianna (* 1996), US-amerikanische Schauspielerin und Synchronsprecherin
- DeVries, Steve (* 1964), US-amerikanischer Tennisspieler
- Devrim, Devlet (* 1944), türkische Schauspielerin
- Devrim, Levent (* 1969), türkischer Fußballspieler und -trainer
- Devrim, Nejat (1923–1995), türkischer Maler
- Devrindt, Johan (* 1945), belgischer Fußballspieler
- Devry, Elaine (1930–2023), US-amerikanische Schauspielerin
- DeVry, William (* 1968), US-amerikanischer Schauspieler

### Devv
- Devvarman, Somdev (* 1985), indischer Tennisspieler

### Devy
- Devy, Janieck (* 1994), niederländischer Singer-SongwriterJanieck Devy (* 1994)

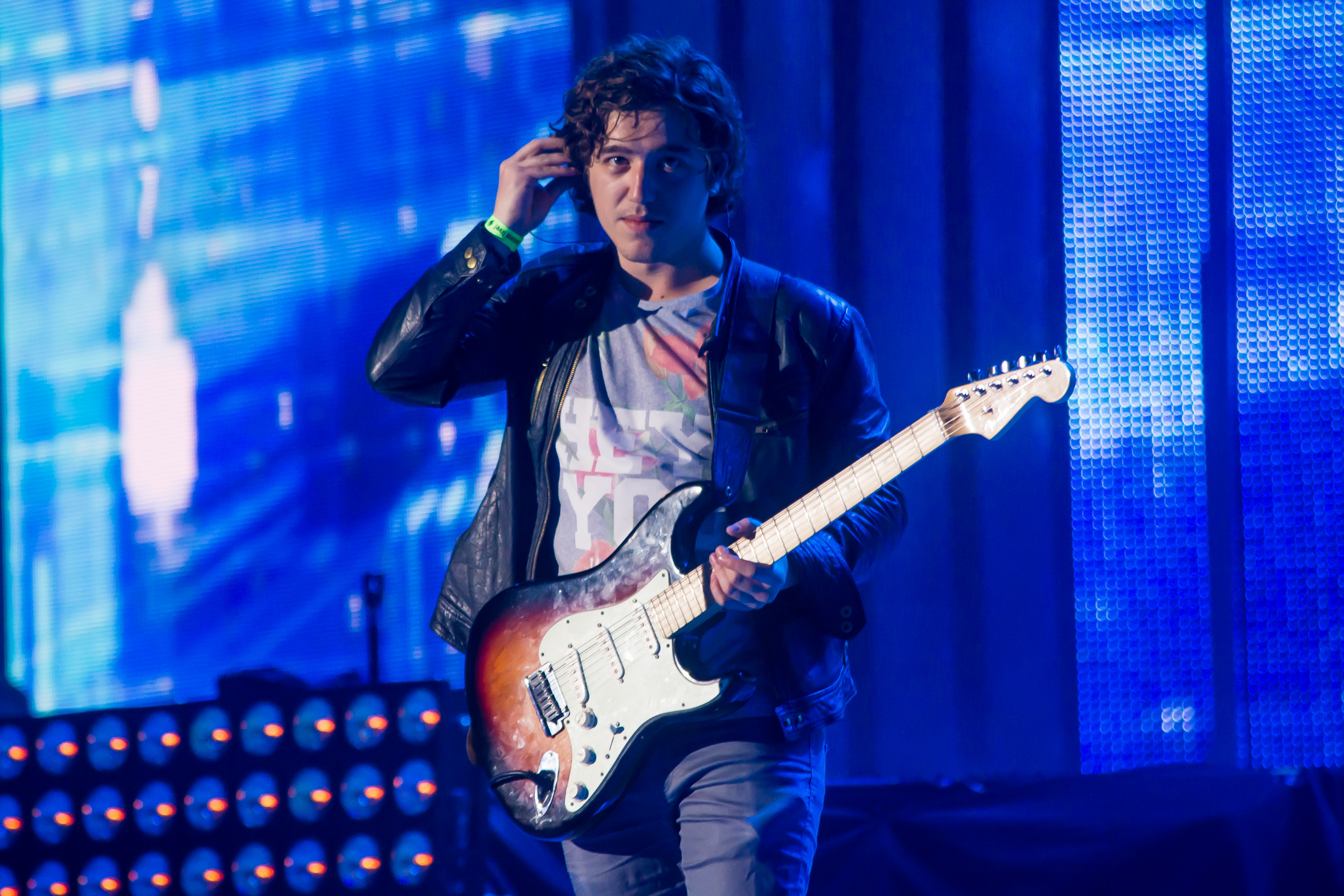
Janieck Devy (* 1994)